# Klio Karadim
Klio Karadim (* 14. April 1970 in Sofia) ist eine bulgarische Malerin und Grafikerin. Nach der Wende siedelte sie nach Deutschland über, seit 2001 lebt und arbeitet sie in Berlin.

## Studium
Klio Karadim war von 1984 bis 1989 Schülerin an der Schule für Kunst in Sofia. Nach Abschluss mit Diplom wurde sie zunächst selbständig tätig als Malerin und Schmuckgestalterin in Bulgarien. Es folgte ab 1991 ein Studium an der Hochschule für Kunst und Design „Burg Giebichenstein“ in Halle an der Saale.
1996 wurde Karadim mit dem DAAD-Preis für hervorragende Leistungen Ausländischer Studierender ausgezeichnet. Ihr Meisterstudium absolvierte sie bei Ulrich Reimkasten. Nach einem Stipendiat an der Max-Klinger-Akademie in Naumburg und einem Gastsemester an der Akademie der bildenden Künste Wien folgte ein zweimonatiger Studienaufenthalt in Mexiko.

## Ausstellungen (Auswahl)

### Einzelausstellungen

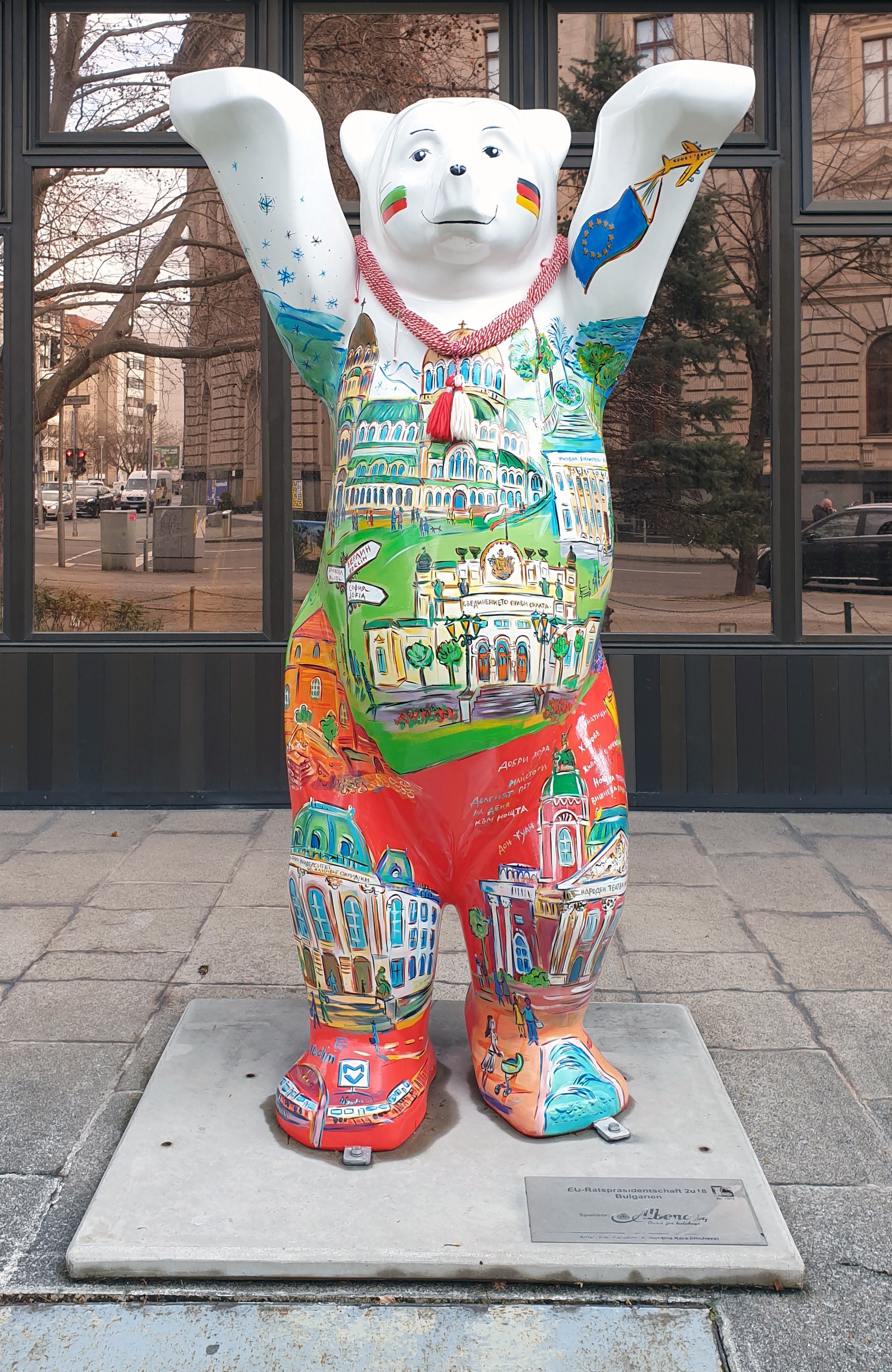
Buddy Bär vor der Bulgarischen Botschaft, Mauerstraße 11, in Berlin-Mitte

- 1997: Weben als Meditation‘, Halle/Saale
- 2001: Fragmenti I, Berlin
- 2002: Fragmenti II, Berlin
- 2004: Fragmenti III, Schloss Wotersen bei Hamburg – im Rahmen des Schleswig-Holstein Musik Festival
- 2006: Fragmenti IV, Galerie am Kollwitzplatz, Berlin
- 2007: Fragmenti V, Galerie am Kollwitzplatz, Berlin
- 2009: Berlin-Fragmenti, Hollerhaus Irschenhausen bei München
- 2013: 52 Wochen – Berliner Fragmenti III, Hollerhaus Irschenhausen[3]
- 2013: Berlin-Warschau-Fragmenti, Deutsche Botschaft in Warschau[4]
- 2017: Berlin Fragmenti IV, Hollerhaus-Irschenhausen bei München im Rahmen des Jubiläums „100 Jahre Hollerhaus – Künstlerhaus“

### Gruppenausstellungen

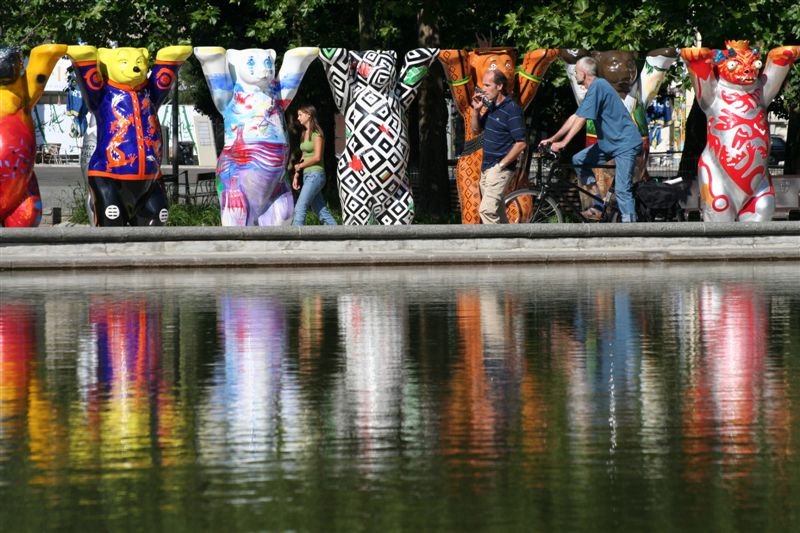
United Buddy Bear von Bulgarien,
gestaltet von Klio Karadim,
hier: Ausstellung auf dem
Karlsplatz (Wien), 2006,
Bär in der Mitte

- 2000: Gestaltung zum Festakt in Dresden im Rahmen der Feierlichkeiten 10 Jahre Deutsche Einheit, Auftraggeber: Werkstatt Deutschland e. V.
- 2002: United Buddy Bears, „Die Kunst der Toleranz“, Berlin – Pariser Platz, United Buddy Bear I für Bulgarien
- 2003 und Folgejahre: United Buddy Bears, Berlin und Ausstellungen weltweit (auf allen fünf Kontinenten), United Buddy Bear II für BulgarienBerlin, 2002, S. 78–79.[5]
- 2004–2006: Kunstmesse Art-Essenz Nr. 6, 7 und 8, Berlin
- 2007: Modern Art Silk Road, Galerie ART 21, München
- 2007: Modern Art Silk Road, Art-Center, Berlin
- 2007: Kunstmesse Ahoy, Rotterdam
- 2007: Kunstmesse, Antwerpen
- 2008: Kunstmesse Art-Essenz Nr. 9, Berlin

## Privat
Karadim ist verheiratet und hat eine Tochter.